# Matorral xerófilo montano de Somalia
El matorral xerófilo montano de Somalia es una ecorregión de la ecozona afrotropical, definida por WWF, que se extiende por varias zonas montañosas del norte y el noreste de Somalia.

## Descripción
Es una ecorregión de desierto que ocupa 62.200 kilómetros cuadrados a lo largo de la costa de Somalia desde el monte Shimbiris hasta el Raas Caseyr, en la punta del cuerno de África, y continúa unos 300 kilómetros hacia el sur a lo largo de la llanura costera somalí.
Limita al noroeste con la pradera y matorral xerófilos de Etiopía y al sur y al oeste con la sabana arbustiva de Somalia.

## Estado de conservación
En peligro crítico.